# Athyrium guangnanense
Athyrium guangnanense är en majbräkenväxtart som beskrevs av Ren-Chang Ching. Athyrium guangnanense ingår i släktet Athyrium och familjen Athyriaceae. Inga underarter finns listade.